# Guerra de Sicilia
La guerra de Sicilia o guerra contra Pompeyo fue un conflicto militar entre Sexto Pompeyo, el hijo de Pompeyo el Grande, y Octaviano, el futuro Augusto, que ocurrió entre 44 a. C. y 36 a. C..

## Contexto
El padre de Sexto, Pompeyo Magno, había sido un enemigo acérrimo durante años del padre adoptivo de Octaviano, Julio César. Esta enemistad desembocó en otra guerra civil en 49 a. C.. Al principio de esta guerra,  en 48 a. C., César y Pompeyo se enfrentaron en la batalla de Farsalia, resultando victorioso el primero y teniendo que huir el segundo. En su huida, Pompeyo recaló por Egipto, donde fue asesinado y decapitado por Ptolomeo XIV. Sexto y su hermano Cneo Pompeyo el Joven, continuaron la lucha de su padre hasta 45 a. C., cuando las últimas fuerzas pompeyanas fueron aniquiladas en la batalla de Munda. Cneo fue asesinado por soldados cesarianos tras la batalla, pero su hermano Sexto consiguió huir a Sicilia.
Cuando Julio César fue asesinado el 15 de marzo de 44 a. C., el nombre de Sexto apareció en una lista de proscritos, realizada por Marco Emilio Lépido, Marco Antonio y Octaviano, miembros del Segundo Triunvirato. La lista no fue redactada por los triunviros únicamente para acabar con sus enemigos, sino que en realidad la lista se realizó para volver a llenar las arcas de la República, ya que era necesario pagar a los ejércitos en la guerra contra los asesinos de César.

## Victorias iniciales
Cuando encontró su nombre en la lista de proscritos, Sexto decidió retomar la tarea que su padre había dejado sin terminar. Eligió Sicilia como su base, capturando las principales ciudades, incluyendo Tíndaris, Mylae (la actual Milazzo) y la capital de la provincia, Mesina. Otras ciudades como Siracusa se adhirieron a la revuelta y ofrecieron sus fuerzas a Sexto. Este consiguió tener unas fuerza considerable en el momento en el que César fue asesinado, poseyendo un formidable ejército y una flota enorme. Muchos esclavos y amigos de su padre se unieron a su causa, con la esperanza de que bajo su mando podrían salvar la República romana, la cual poco después acabaría transformándose en el Imperio romano. Los esclavos que se unieron a Sexto algunas veces provenían de las villas de los patricios romanos en Sicilia, y esto asustó tanto a los ciudadanos de Roma que las Vestales rezaron para que terminara.
Con su gran flota gobernadas por marineros sicilianos y comandadas por almirantes muy capaces, como Menas, Menécrates y Demócares, Sexto capturaba todas las naves que avistaban (especialmente los barcos de grano que se dirigían a Roma), y bloquearon Italia impidiendo cualquier viaje a otras naciones del Mediterráneo. Este bloqueo inutilizó a los ejércitos romanos, limitándolos a la península Italiana. Finalmente, cuando los habitantes de Roma se amotinaron, los tres miembros del Triunvirato decidieron reconocer a Sexto como gobernador de Cerdeña, Córcega, Sicilia y la península del Peloponeso a cambio de que finalizara el bloqueo de Italia y que permitiera el paso de la flota de grano. Sexto aceptó el trato, y además aceptó dejar de acoger esclavos fugitivos. A este tratado se le conoce como el Pacto de Miseno, debido a que se negoció en Miseno.

## Principales combates
En 42 a. C., el Triunvirato derrotó a Marco Junio Bruto y Cayo Casio Longino en la batalla de Filipos. Gracias a ello, cuando el bloqueo por parte de Sexto se reanudó (tras una breve y tensa paz), los tres triunviros, especialmente Octaviano y su hombre de confianza Marco Vipsanio Agripa, pudieron invertir todas sus fuerzas en acabar con el hijo de Pompeyo, iniciando así una agresiva ofensiva militar. Octaviano intentó invadir la isla de Sicilia en 38 a. C., pero sus barcos fueron obligados a volver debido al mal tiempo.
Entonces Agripa decidió cortar parte de la Vía Hercúlea (posteriormente Vía Augusta) y cavó un canal que unió el lago Lucrino con el mar, transformándolo en un puerto, al que llamó Portus Iulius. Este nuevo puerto fue usado para entrenar los barcos en tácticas de la guerra naval. En el puerto se construyó una nueva flota, usando 20.000 esclavos liberados como tripulación. Estas naves fueron construidas más grandes de lo normal, para así poder transportar más unidades de infantería, las cuales, a su vez, fueron entrenadas para combatir en los barcos. Además, Marco Antonio entregó a Octaviano 120 barcos, bajo el mando de Tito Estatilio Tauro, a cambio de 20 000 soldados de infantería para su campaña de Partia. En julio del 36 a. C. las dos flotas salieron de Italia, y otra flota, enviada por el tercer triunviro Marco Emilio Lépido, salió de la provincia de África para atacar las ciudades fortificadas de Sexto en Sicilia.
En agosto de ese mismo año, Agripa pudo finalmente derrotar a Sexto en una batalla naval cerca de Milae, el mismo mes en que Octaviano fue derrotado y herido de gravedad en una batalla cerca de Taormina.
En la batalla de Nauloco, Agripa se enfrentó a la flota de Sexto. Ambas estaban formadas por 300 naves, todas artilladas, pero Agripa comandaba unidades más pesadas, armada cada una con un harpax, una versión mejorada del corvus. Agripa consiguió atrapar y bloquear a las más maniobrables naves de Sexto y, después de una larga y sangrienta lucha, consiguió derrotar al enemigo. Agripa perdió tres naves, mientras que se hundieron 28 barcos de Sexto, escaparon 17 y el resto fueron capturados.
Unos 200 000 hombres fueron asesinados y 1000 embarcaciones destruidas en los combates tras Nauloco, y casi todas las bajas las sufrió el ejército y la armada de Sexto. Tíndaris y Mesina fueron particularmente castigadas y sus áreas circundantes fueron literalmente arrasadas.

## Consecuencias
En 36 a. C., Sexto abandonó Sicilia (terminando así la revuelta en la isla) en dirección a Mileto donde, en 35 a. C., fue capturado y ejecutado por Marco Titio, uno de los lugartenientes de Marco Antonio, sin juicio. Esta acción, asesinar a un ciudadano romano sin juicio, fue usada posteriormente por Octaviano, cuando la relación entre Marco Antonio y él se deterioró, para desprestigiar al primero.
Un imprudente movimiento político realizado por Lépido dio a Octaviano la excusa necesaria para acusar a Lépido de usurpar el poder en Sicilia e intentar una rebelión. Lépido fue forzado a exiliarse a Circei y fue despojado de todos sus cargos, excepto el de Pontifex Maximus, que mantuvo hasta su muerte. Todas sus provincias, además, le fueron concedidas a Octaviano.
La mayor parte de las granjas en Sicilia habían sido arrasadas y muchos de sus terrenos habían sido concedidos a los legionarios que habían luchado en Sicilia. Esto benefició a Octaviano, ya que consiguió unos leales y agradecidos ciudadanos, a quienes prometió devolver su prosperidad a la isla.
30 000 esclavos fueron capturados y devueltos a sus amos, y otros 6 000 fueron empaladas en estacas afiladas para dar ejemplo.

## Línea de tiempo

### 48 a.C.
- Pompeyo es asesinado.

### 44 a.C.
- Julio César es asesinado.
- La revuelta siciliana comienza: Sexto toma el control de toda Sicilia con una potente flota.

### 39 a.C.
- El bloqueo de la flota de grano finaliza tras el Pacto de Miseno.

### 37 a.C.
- Victoria de Sexto sobre Octaviano, la batalla ocurrió en la costa de Mesina.

### 36 a.C.
- Otra victoria de Sexto sobre Octaviano.
- Derrota de Sexto en la batalla de Nauloco por Marco Agripa.
- Sexto huye de Sicilia.

### 35 a.C.
- Sexto es capturado y ejecutado en Mileto.